# Prêmio Multishow de Música Brasileira para Artista do Ano
Prêmio Multishow de Música Brasileira para Artista do Ano é um prêmio dado anualmente no Prêmio Multishow de Música Brasileira, uma cerimônia que foi estabelecida em 1994 e originalmente chamada de Prêmio TVZ. A categoria foi introduzida pela primeira vez no Prêmio Multishow de Música Brasileira 2022, substituindo os prêmios de Cantor do Ano e Cantora do Ano.

## Vencedores e indicados

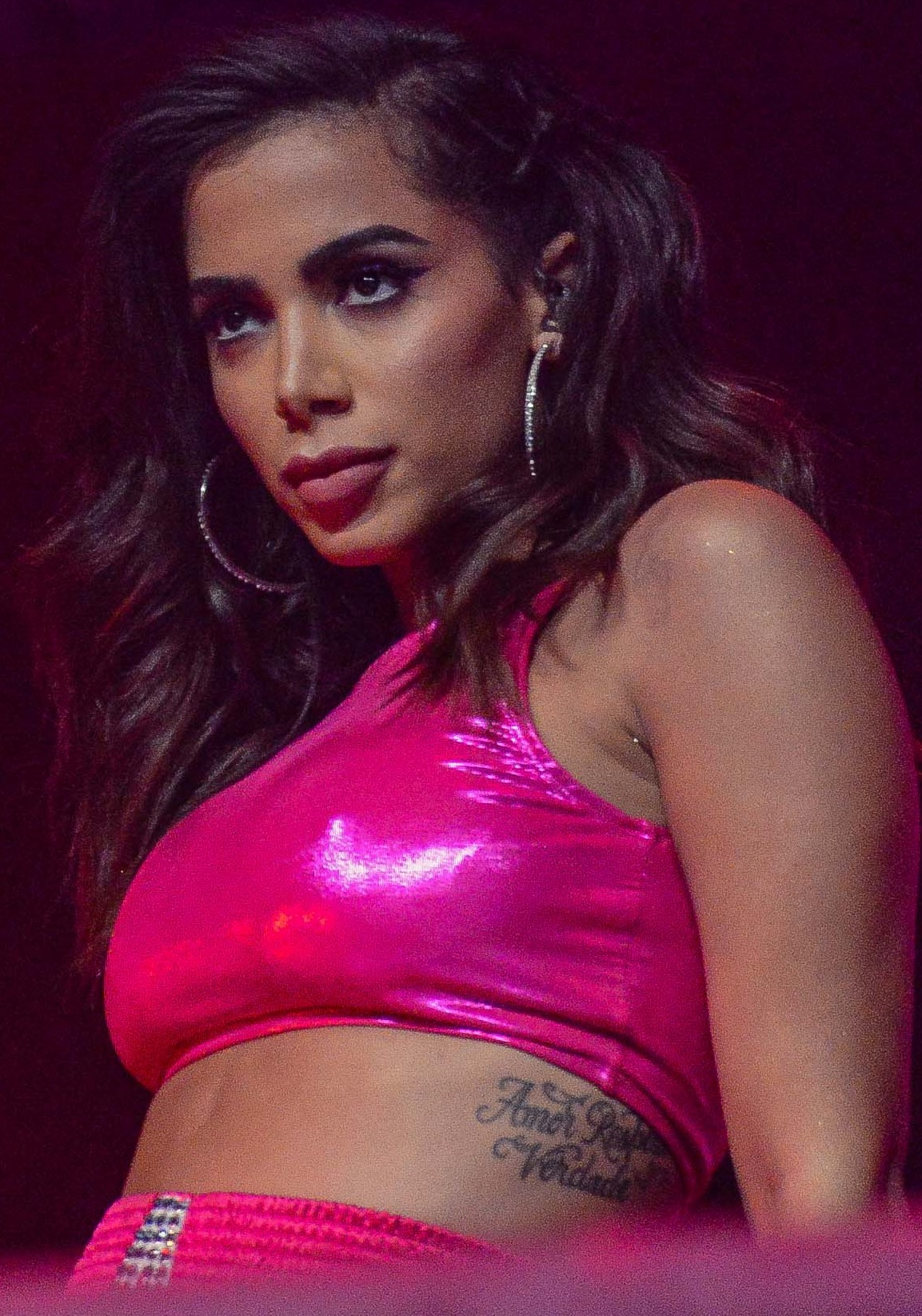
Vencedora inaugural, Anitta

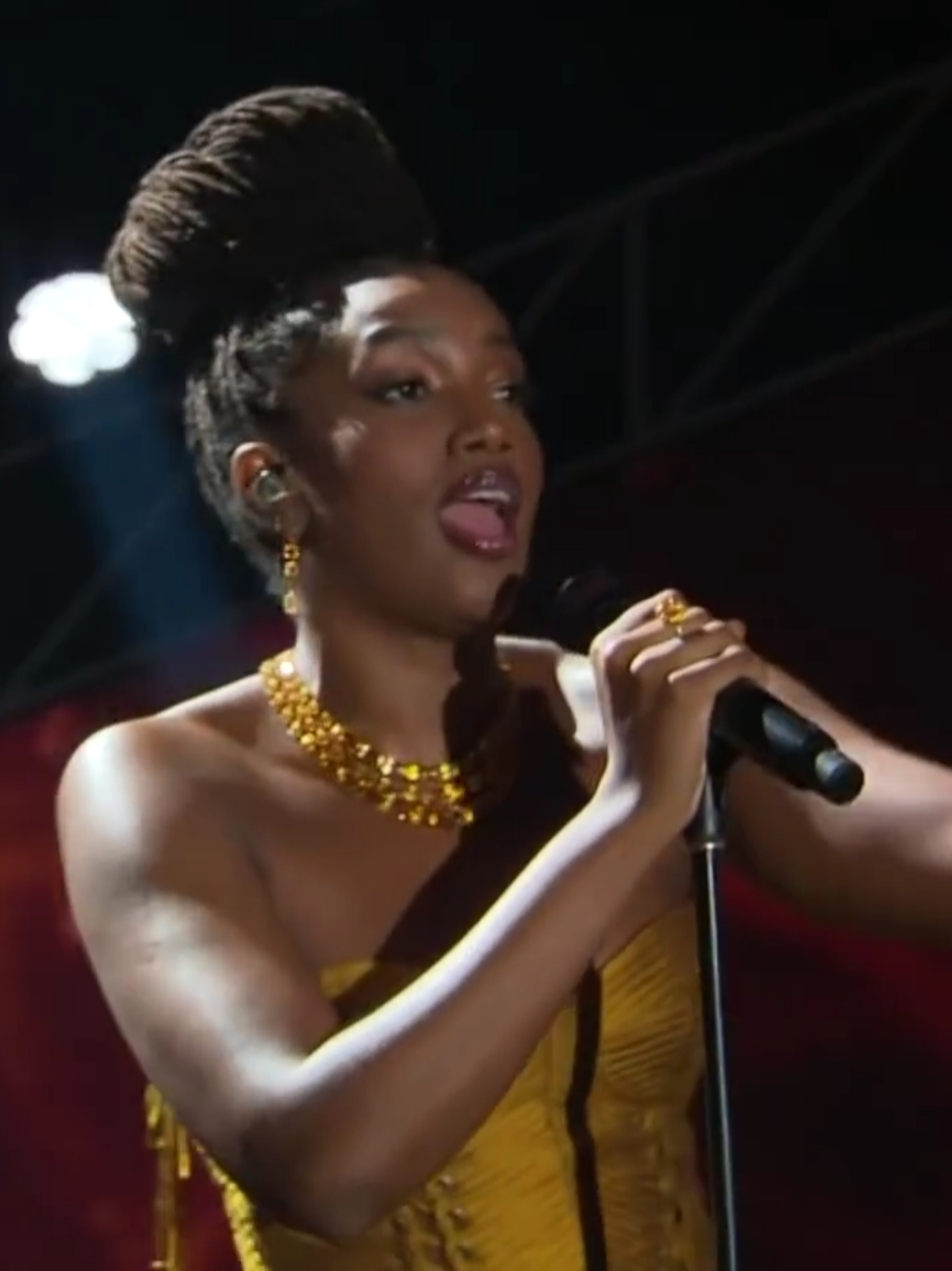
Vencedora em 2023, Iza

| Ano  | Vencedor(a) | Indicados                                                                            | Ref.  |
| ---- | ----------- | ------------------------------------------------------------------------------------ | ----- |
| 2022 | Anitta      | - Gloria Groove - Gusttavo Lima - Jão - João Gomes - L7nnon - Ludmilla - Luísa Sonza | [ 2 ] |
| 2023 | Iza         | - Ana Castela - Anitta - Jão - Ludmilla - Luísa Sonza                                | [ 3 ] |
| 2024 | Liniker     | - Ana Castela - Anitta - Gloria Groove - Jão - Matuê                                 | [ 4 ] |